# Ephesia connexa
Ephesia connexa är en fjärilsart som beskrevs av Franz Dannehl 1933. Ephesia connexa ingår i släktet Ephesia och familjen nattflyn. Inga underarter finns listade i Catalogue of Life.